# Jean Coué
Jean Coué (27. prosince 1929, Paříž – 10. října 2008) byl francouzský spisovatel, novinář a šansoniér, autor knih pro děti a mládež..

## Život
Jeho rodiče pocházeli z Bretaně. Psát začal již v šestnácti letech a psaní se pro něho stalo vášní. Po problematických studiích začal vystupovat v kabaretech na Montmartru. Roku 1958 začal pracovat ve francouzské letecké společnosti Air France a v letech 1966–1970 působil jako novinář a politický zpravodaj v Alžiru. Roku 1967, po návštěvě Laponska, vydal svůj první román Kopoli, le renne guide (Kopoli, vůdce sobů). Působil také jako politický aktivista při přednáškách ve školách. Žil v Bretani.
Jeho literární dílo čítá kolem třiceti titulů a skládá se z historických a dobrodružných románů a pohádek pro děti a mládež a z několika společenských románů. Děj dobrodružných děl často situuje do nebezpečného prostředí alžírských pouští, ve společenských románech se zabývá problematikou smrti a rasismu, z lásky k moři a Bretani vznikly jeho adaptace bretaňských pohádek.
Za své dílo získal celo řadu ocenění, například roku 1969 Cenu Sobriera-Arnoulda za knihy pro mládež udělovanou Francouzskou akademií, nebo roku 1980 nizozemskou cenu Zilveren Griffel.

## Výběrová bibloigrafie
- Kopoli, le renne guide (1967, Kopoli, průvodce sobů), román z Laponska.
- L'épave du Drakkar (1968, Vrak drakkaru).
- La guerre des Vénètes (1969, Válka s Venety), historický román založený na části Caesarových Zápisků o válce galské.
- Le dernier Rezzou (1971, Poslední loupežný nájezd), román z prostředí Tuaregů.
- Le nabab du Grand Mogol (1971), historický román z 18. století z Indie.
- La colère du Maipu (1972, Hněv Maipu), příběh ze sopečného ostrova Maipu.
- Pierre est vivant (1977, Petr je naživu), román.
- Un Soleil glacé (1978, Ledové slunce), román.
- L'Infini des sables (1987, Nekonečné písky), dobrodružný příběh ze Sahary.
- Les 80 palmiers d'Abbou Ben Radis (1988, 80 palem Abboua Ben Radise), dobrodružný román.
- Djeha de mailn (1993, Zlomyslný Nasredin), arabské pohádky.
- Duel dans l'enfer vert (1994, Souboj v zeleném pekle), příběh o střetnutí s jaguárem v amazonském deštném pralese.
- L'harmonica rouge (1995, Červená harmonika), milostný příběh z konce druhé světové války.
- Comme un chien (1997, Jako pes), román odehrávající se v domově pro seniory.
- Contes d'entre terre et mers (2000, Pohádky země a moře).
- Les Contes de la veillé (2001, Pohádky před usnutím), bretaňské pohádky.

## Česká vydání
- Válka s venety, Albatros, Praha 1980, přeložil Otomar Radina.